# Scambio della chiave
Lo scambio della chiave è un metodo crittografico che consente di scambiare le chiavi tra utenti, consentendo l'uso di un algoritmo crittografico.

## Descrizione
Per esempio se Alice e Bob vogliono scambiare un messaggio cifrato, ognuno di loro deve essere in grado di decifrare i messaggi ricevuti e di cifrare i messaggi da spedire. Se il sistema di cifratura è simmetrico, entrambi devono avere una copia della stessa chiave; se invece il sistema è asimmetrico con chiavi private e pubbliche, entrambi necessitano della chiave pubblica dell'altro.
Il problema dello scambio della chiave è relativo al modo in cui avviene lo scambio delle chiavi. Tradizionalmente questo richiede un corriere fidato (con una valigetta ammanettata al polso), o una valigia diplomatica, o qualche altro canale sicuro. Con l'avvento degli algoritmi a chiave pubblica/privata la chiave di cifratura, chiamata chiave pubblica, può essere pubblicamente diffusa, poiché nessuno, senza la chiave di decifratura, chiamata chiave privata, può leggere il messaggio.
In principio, quindi, l'unico problema rimanente è come assicurarsi che la chiave pubblica appartenga effettivamente al proprietario. Poiché è possibile un attacco di tipo spoofing, l'identità dell'altra persona può essere non sicura, soprattutto quando le due persone non si possono incontrare e non si conoscono.
Nel 1976, Whitfield Diffie e Martin Hellman pubblicarono un protocollo crittografico noto come scambio di chiavi Diffie-Hellman, che consentiva di stabilire dei canali sicuri tra utenti nei quali scambiarsi le chiavi, anche se un intruso controllava il canale di comunicazione. Tuttavia, lo scambio di chiavi D-H non risolve la base del problema, perché non rende certa l'identità delle persone. Una variante del protocollo è DH-EKE, facente parte della famiglia Encrypted Key Exchange, che aggiunge allo scambio di chiavi una fase di (mutua) autenticazione basata su password.
Delle infrastrutture per le chiavi pubbliche sono state proposte per risolvere il problema dell'autenticazione dell'identità. Nell'implementazione più comune, ogni utente applica un certificato di un'autorità al certificato digitale.
Un altro approccio è quello del sistema web of trust (rete di fiducia), che evita interamente l'uso di certificati di autorità. Ogni utente è responsabile della verifica del certificato degli altri utenti prima di usarlo per comunicare. PGP (e GPG, un'implementazione dello standard Internet OpenPGP) usano questo meccanismo.